# Asociación de Corresponsales de Radio y Televisión
La Asociación de Corresponsales de Radio y Televisión de Washington D. C. (RTCA, por sus siglas en inglés; conocida también como Asociación de Corresponsales de Radio y Televisión de Capitol Hill)  es un colectivo compuesto por periodistas de todo el mundo que cubren el Congreso de los Estados Unidos .  
Fundada en 1939, la RTCA es conocida por celebrar una cena anual en Washington D. C. Este evento no debe confundirse con la cena de la Asociación de Corresponsales de la Casa Blanca.

## Presidencia de la asociación
La Asociación está dirigida por un comité ejecutivo. Desde 2024, la organización está presidida por el periodista de la NBC Ryan Nobles.
- 2008-2009: Heather Dahl, Feature Story News.
- 2009-2010: Linda Scott, The NewsHour con Jim Lehrer
- 2010-2011: Peter Slen, C-SPAN
- 2011-2012: Jay McMichael, fotógrafo de CNN News
- 2012-2013: John Wallace, III, fotógrafo de FOX News
- 2013-2014: Lisa Desjardins, CNN
- 1998-1999: Jim Mills, Fox News

## Premios
- Premio David Bloom
- Premio Jerry Thompson
- Premio Joan Shorenstein Barone
- Premio a la trayectoria

## Cenas de la RTCA
Al igual que ocurre con la similar pero más exclusiva cena de la Asociación de Corresponsales de la Casa Blanca, la atención sobre las actividades de la Asociación están puestas en la lista de personas invitadas al evento, las recepciones previas y fiestas posteriores organizadas por distintos medios de comunicación. 